# Hans Tielecke
Hans Waldemar Ernst Tielecke (* 12. Juli 1909 in Tegel; † 20. Oktober 1979 in Magdeburg) war ein deutscher Biologe.

## Leben
Hans Tielecke studierte in Berlin Naturwissenschaften. Um ihm die Möglichkeit für anatomische und tiergeographische Untersuchungen zu geben, wurde ihm ein Arbeitsplatz in der Abteilung für Mollusken des Zoologischen Museums Berlin zur Verfügung gestellt. 1940 promovierte er. Darüber hinaus unterrichtete er Biologie und Geographie an Oberschulen in Berlin. Gemeinsam mit den Schülern wurde Tielecke während des Zweiten Weltkriegs aus Berlin evakuiert.
Nach dem Krieg übernahm Tielecke die Leitung der 1949 anlässlich einer Rübenderbrüßler-Plage in Sachsen-Anhalt zunächst in Pörsten gegründeten und dann im Sommer 1950 nach Blösien im Kreis Merseburg in das Werksgut der Leuna-Werke verlegten Außenstelle der Biologischen Zentralanstalt für Land- und Forstwirtschaft. 1952 war er in der Zweigstelle Aschersleben tätig. Arbeitsschwerpunkt waren hier Fragestellungen zur Bienenverträglichkeit von Insektiziden. Insbesondere gelang ihm der Nachweis von Bienenvergiftungen durch Insektizideinsatz.
Im Jahr 1953 übernahm Tielecke dann die Leitung der Zoologischen Abteilung des Biologischen Instituts des auch Insektizide herstellenden Chemiewerkes VEB Fahlberg-List im Südosten Magdeburgs. Diese Funktion hatte er bis 1974 inne. Er knüpft an seine bisherigen Arbeiten zur Bienenverträglichkeit an und entwickelte Methoden, um neue chemische Verbindungen effizient auf ihre Wirkung auf Insekten im Allgemeinen und Bienen im Besonderen zu testen. Er war maßgeblich an der Entwicklung und Erprobung des Insektizids Melipax mit dem Wirkstoff Toxaphen beteiligt, welches trotz Einsatzes in blühenden Kulturen für Bienen ungefährlich war.
Tielecke veröffentlichte in Büchern und Zeitschriften Beiträge, die sich mit den Problemen der Anwendung von Insektiziden befassten, und wandte sich dabei auch an die allgemeine Öffentlichkeit. Neben Vorträgen erstellte er auch einen Farbfilm Im Dienste zum Schutze der Bienen.

## Werke
- Anatomie, Phylogenie und Tiergeographie der Cyclophoriden, Dissertation Berlin 1940, in: Archiv für Naturgeschichte N. F. 9, 1940, 317–371
- Biologie, Epidemiologie und Bekämpfung des Rübenderbrüßlers (Bothynoderes punctiventris Germ.). In: Beiträge zur Entomologie 2, 1952, 257–315
- Der Einfluß der Insektizide auf die Bienenzucht. In: Wolfdietrich Eichler (Hrsg.), Insektizide heutzutage, 1954, 373–390
- Insekten-Anlock- und Abschreckstoffe. In: Urania 18, 1955, 300–304
- Ein Beitrag zur biologischen quantitativen Bestimmung des Gamma-Hexachlorcyclohexans. In: Nachrichtenblatt für den Deutschen Pflanzenschutzdienst, N. F. 9, 1955, 110–112
- Über bienenungefährliche Insektizide, insbesondere Toxaphen. In: Nachrichtenblatt für den Deutschen Pflanzenschutzdienst, N. F. 9, 1955, 176–182
- Im Dienste zum Schutze der Bienen, 16-mm-Farbfilm, 1961/62
- Pflanzenschutzmittel, 1963